# 1870 au Nouveau-Brunswick
Chronologie du Nouveau-Brunswick
- 1866
- 1867
- 1868
- 1869
- 1870
- 1871
- 1872
- 1873
- 1874

Cette page concerne des événements d'actualité qui se sont produits durant l'année 1870 dans la province canadienne du Nouveau-Brunswick.

## Événements
- Robert Carr Harris, de Dalhousie, fait breveter le Railway Screw Snow Excavator, précurseur de la souffleuse à neige.
- Thomas Reed succède à Aaron Alward au poste du maire de Saint-Jean.
- Juin et juillet : 22e élection générale néo-brunswickoise.
- 9 juin : George Edwin King devient premier ministre du Nouveau-Brunswick à la suite de la défaite du chef du Parti de la confédération Andrew Rainsford Wetmore lors de la 22e élection néo-brunswickoise.
- 29 novembre : Le conservateur George Moffat remporte l'élection partielle fédérale de Restigouche à la suite de la mort de William Murray Caldwell.

## Naissances
- 21 mai : Leonard Percy de Wolfe Tilley, premier ministre du Nouveau-Brunswick.
- 3 juillet : Richard Bedford Bennett, premier ministre du Canada.
- 10 juillet : Arthur Bliss Copp, député, secrétaire d'état et sénateur.
- 28 août : Pius Michaud, député.
- 8 octobre : David Allain, député.
- 10 novembre : Harlan Carey Brewster, premier ministre de la Colombie-Britannique.

## Décès
- 6 février : William MacBean George Colebrooke, lieutenant-gouverneur du Nouveau-Brunswick.
- 29 septembre : William Murray Caldwell, député.